# Malin Svarfvar
Malin Kristina Svarfvar, född 11 februari 1969 i Sollefteå, är en svensk skådespelare. Hon ingår i den fasta ensemblen på Teater Halland.
Hon utexaminerades från Teaterhögskolan i Stockholm  1997.

## Teater

### Roller (ej komplett)
| År   | Roll           | Produktion                                                                 | Regi           | Teater                           |
| ---- | -------------- | -------------------------------------------------------------------------- | -------------- | -------------------------------- |
| 1997 | Marja Antonova | Revisorn (Ревизор, Revizor) Nikolaj Gogol                                  | Dag Norgård    | Regionteatern Blekinge Kronoberg |
| 2001 | Helena         | Slutet gott! Allting gott? (All's Well That Ends Well) William Shakespeare | Pontus Plaenge | Shakespeare på Gräsgården        |
| 2008 |                | Malla handlar                                                              |                | Teater Halland                   |
| 2008 |                | Om kärleken                                                                |                | Teater Halland                   |
| 2009 |                | Blodsbröllop (Bodas de Sangre) Federico García Lorca                       |                | Teater Halland                   |
| 2009 |                | Spisa Strindberg - min middag med August                                   |                | Teater Halland                   |

## Filmografi, i urval
- 1995 - Stora och små män
- 1997 - Mamma
- 1999 - Nya tider
- 2000 – Herr von Hancken (TV-serie)
- 2002 – Utanför din dörr